# چارلز دیوید کیلینگ
چارلز دیوید کیلینگ (انگلیسی: Charles David Keeling؛ ۲۰ آوریل ۱۹۲۸ – ۲۰ ژوئن ۲۰۰۵) یک دانشمند اهل ایالات متحده آمریکا بود. بیشتر شهرت وی به دلیل مطالعات در زمینه اثر گلخانه‌ای، گرمایش جهانی و پدیده‌های جوی است.